# دانشمنديون
الدانشمنديون هي عائلة تركمانية حكمت في المناطق الشمالية والشرقية للأناضول في القرن الحادي عشر والثاني عشر. وتمركزوا بشكل أساسي حول سيفاس وتوكات ونيكسار، ثم امتدوا غرباً حتى وصلوا أنقرة وكاستامونو وجنوباً حتى ملطية. وقد كان الدانشمنديون في تنافس مع سلاجقة الروم والذين سيطروا على أراضي كثيرة كانت تحيط بهم. كما قاموا بحروب واسعة النطاق ضد الصليبيين.

## التأسيس
ترتَّب على مقتل سُليمان بن قُتلُمُش حرمان آسيا الصُغرى من رجُلٍ قويٍّ يتزعَّم السلاجقة ممَّا جعل البلاد في حال فوضى واضطرابٍ وانقسام. فعندما شاع خبر الوفاة استغلَّ حُكَّام وأُمراء المُدُن والأطراف ذلك واستقلُّوا بِإقطاعاتهم، ونشأ نزاعٌ بين الأُمراء السلاجقة بِسبب التنافس على العرش الشاغر. ظهر ملكشاه في هذا الجو المُضطرب بِمظهر المُوحِّد لِلأُسر السَلْجُوقيَّة، لِأنَّهُ كان يعُدُّ نفسه سُلطانًا على كُل السلاجقة بِمُختلف فُرُوعهم في الشرق والغرب، (3) فرتَّب شُؤون حلب وأنطاكية والرُّها والأناضول، فمنح حلب لِحاجبه قسيم الدولة آق سنقر التُركُماني مُؤسس السُلالة الزنكيَّة،  وعيَّن أحد قادته وهو مُؤيِّد الدين ياغي سيان التُركي أميرًا على أنطاكية بعد أن تسلَّمها من الحسن بن طاهر وزير سُليمان، ومنح الرُّها لِقائدٍ تُركيٍّ آخر هو «بوزان»، وعيَّن الأمير «برسق» حاكمًا على أملاك السلاجقة في آسيا الصُغرى. ثُمَّ عاد إلى عاصمة مُلكه أصفهان مُصطحبًا معه وليُّ عهد سُليمان قلج أرسلان داود، وكان آنذاك في الحادية عشرة من عُمره. وظلَّ هذا الأخير شبه أسير في العاصمة السَلْجُوقيَّة حتَّى سنة 485هـ المُوافقة لِسنة 1092م عندما أخلى سبيله السُلطان بركياروق بن ملكشاه الذي خلف والده بعد وفاته. وخلال فترة الأعوام الستة التي شَغَر خلالها عرش سلاجقة الروم تنازعت في الأناضول عدَّة قوى لِتُوسِّع من نطاق نُفُوذها، هي: الروم أصحاب البلاد الأصليين والطامعين في استرداد مُلكهم المفقود، والأُمراء الدانشمنديون الطامعون في تثبيت مُمتلكاتهم والتوسُّع على حساب جيرانهم، والأُمراء التُرك في المنطقة. ولم يتمكَّن الروم من استرداد أيِّ مدينةٍ من المُسلمين باستثناء سيزيكوس، ويُمكن القول بِأنَّ الحُدُود البيزنطيَّة آنذاك لم تكن تتجاوز خلقدونية ونيقوميدية والساحل الغربي لِآسيا الصُغرى، بِالإضافة لِبعض المُدُن المعزولة على ساحل بحر البنطس (الأسود) مثل سينوپ وطرابزون. وتوسَّع الدانشمنديُّون بِاتجاه الغرب، واستقرُّوا في سيواس وقيصريَّة وبعد مُدُن البنطس. واستغلَّ الأمير دانشمند الغازي الفراغ السياسي لدى السلاجقة، فاستقلَّ بما تحت حُكمه، كما استولى على مدينة قسطموني من البيزنطيين.
يرجع تأسيسهم إلى دانشمند الغازي. ولا توجد معلومات حوله ومعظم ماكتب حوله بعد فترة طويلة من موته. وقد منح قائد الدانشميين سنة 1134 لقب ملك من قبل الخليفة العباسي المسترشد بالله بعد نجاحاتهم العسكرية.

## الحكم
وضع الدانشمنديون نفسهم على الخارطة السياسية في الأناضول مستفيدين من انتصار السلاجقة في معركة ملاذكرد على الإمبراطورية البيزنطية سنة 1071. وبعد وفاة السلطان سليمان بن قتلمش استفاد دانشمند غازي من خلافات البيت السلجوقي سنة 1086 ليأسس لحكمه في الأناضول.
- في سنة 1100 نجح الدانشمنديون في أسر بوهيموند الأول والذي بقي في الأسر حتى سنة 1103 كما نجحوا في التصدي لحملة سنة 1101 بالاشتراك مع السلاجقة.
- وفي 1116 ساعد الدانشمنديون السلطان ركن الدين مسعود بأن يصبح سلطان السلجوقيين.
- وفي 1130 قتلوا بوهيموند الأول في معركة معه بعد أن قدم لمساعدة مملكة أرمينيا الصغرى.

### غازي بن كمشتكين و انقسام سلطنة سلاجقة الروم
جعلت وفاة قلج أرسلان الموقف في آسيا الصُغرى مائعًا، إذ إنَّ أكبر أولاده الأربعة وهو ملكشاه أضحى أسيرًا في يد السُلطان مُحمَّد بعد معركة الخابور، بينما استولت أرملته على ملطية والأقاليم الشرقيَّة بِمُساعدة الأمير «أيدبر» الذي اعترف بِسيادة طُغرُل أرسلان أصغر أولاد قلج أرسلان على بلاد الروم. أمَّا الأخوان الآخران وهُما مسعود وعرب، فقد عاش الأوَّل في بلاد الدانشمنديين في حين استقرَّ الآخر في قونية. عاد ملكشاه بن قلج أرسلان إلى وطنه خلال أوائل سنة 503هـ المُوافقة لِمُنتصف سنة 1109م، فدخل قونية وحاول إعادة الأُمُور إلى نصابها ولم شتات سلاجقة الروم، فقتل ابن عمٍّ لهُ كان قد نازعه على السُلطة، واستقام لهُ أمر الدولة،  ثُمَّ حاول العمل على استعادة مُمتلكات والده، غير أنَّ أخاه مسعوداً ثار عليه وتعاون مع الأمير الدانشمندي غازي بن كمشتكين أحمد -الذي هو حموه- ضدَّ أخيه ملكشاه، فهزما الأخير ثُمَّ قبض عليه مسعودٌ وقتله. استقرَّ مسعود في قونية بعد أن قتل أخاه، وحكم منها الشطر الجنوبي من آسيا الصُغرى المُمتد من نهر صقارية حتَّى جبال طوروس تحت وصاية حميه الأمير غازي الدانشمندي. وحكم الأخ الثالث لِمسعود -وهو عرب- أنقرة وقسطموني، في حين استقرَّ الأخ الرابع -وهو طُغرُل أرسلان- في ملطية تحت وصاية والدته وزوجها «بُلُك الأرتقي». وهكذا تقلَّصت دولة سلاجقة الروم وانقسمت إلى ثلاث إمارات صغيرة حول قونية تحت حماية الدانشمنديين الذين كانت لهم الكلمة العُليا والهيمنة السياسيَّة على كافَّة التُرك في بلاد الأناضول.
ركَّز مسعود اهتمامه -بعد جُلُوسه على عرش سلاجقة الروم في قونية- في تثبيت أقدامه في إمارته الصغيرة، وضم الإمارات التُركيَّة الصغيرة المُنتشرة في قلب الأناضول تمهيدًا لإعادة الوحدة السياسيَّة لِدولته ولِلمُسلمين في تلك البلاد، وهو الهدف المُستقبلي الذي وضعه نصب عينيه. فراح يُهدَّد وادي مندريس، وقطع الطريق المُؤدي إلى أنطالية على البيزنطيين، واستعاد مُقاطعة فريجيا، ومدينة لاذيق، ولم يعد لِلروم طريقٌ إلى الشرق سوى طريق البحر، ثُمَّ راح يبتلع الإمارات التُركيَّة الصغيرة المُنتشرة حول إمارته، فسيطر على عددٍ منها ووسَّع من حُدُود دولته. لم يهنأ مسعودٌ بِانتصاراته تلك، إذ أثار انقسام السلطنة بينه وبين إخوته التنازع فيما بينهم، بحيثُ أصبح كُلٌ منهم يُريدُ التوسُّع على حساب الآخر. جاءت الضربة الأولى لِمسعود من أخيه طُغرُل أرسلان صاحب ملطية الذي ما انفكَّ يُغيرُ على سواحل أضنة وسائر بلاد قيليقية، ونجح في الاستيلاء على بعضها من بينها البستان، ممَّا أثار إزعاج مسعود.
انفجرت النزاعات بين الإخوة في سنة 518هـ المُوافقة لِسنة 1124م على إثر مقتل بُلُك الأرتقي وهو يُحاصر قلعة منبج لِلقضاء على ثورة قامت فيها ضدَّ حُكمه. إذ استغلَّ الأمير غازي بن كمشتكين أحمد الدانشمندي هذه الحادثة وأغار على ملطية واستولى عليها بِمُساعدة صهره مسعود، ولمَّا طالب بها الأخير بوصفها من مُمتلكات السلاجقة، رفض أن يُعيدها إليه. وخرج طُغرُل أرسلان من المدينة، والتمس مُساعدة الصليبيين -الذين كانوا يُحاصرون آنذاك مدينة حلب- غير أنَّهُ لم يلق التأييد منهم، عندئذٍ قرَّر التخلِّي عن ملطية وابتعد عن مسرح الأحداث. أثار التعاون بين مسعود والأمير الدانشمندي ضدَّ طُغرُل أرسلان حفيظة أخيه عرب وقد استشاط غضبًا لِخسارة ملطية، ولِما آلت إليه أوضاع بني سَلْجُوق من تفرُّقٍ وتشرذم، وضياع أملاكهم، فعقد العزم على مُحاربة أخيه مسعود الذي اتهمه بِالخيانة، والجُلُوس مكانه على العرش، وإعادة توحيد سلاجقة الروم تحت سُلطانه. وفي سنة 520هـ المُوافقة لِسنة 1126م، زحف عرب على رأس جيشٍ كبير إلى مدينة قونية لِلاستيلاء عليها، وانضمَّ إليه بعض أُمراء المُسلمين في الأناضول الذين خشوا من طُمُوحات مسعود وحميه. واضطرَّ مسعود إلى الاستعانة بِالبيزنطيين كي يصد أخاه، فلجأ الأخير إلى طوروس الأوَّل أمير الأرمن في قيليقية، وأقنعهُ بِمُساعدته، فهاجم قونية في سنة 521هـ المُوافقة لِسنة 1127م، وخاض معركتين ضدَّ أخيه وحميه، فحقَّق انتصارًا جُزئيًّا، لكنَّهُ هُزم في نهاية المطاف، فالتجأ إلى القُسطنطينيَّة حيثُ أمضى بقيَّة حياته. هكذا خلا الجو لِمسعود بعد نزاعٍ أُسريٍّ دام ثلاثة أعوام، تعرَّضت السلطنة خلاله إلى التصدُّع والوهن، فسارت في ركاب الدانشمنديين. وظلَّ مسعود يحكم تحت جناح حميه غازي القوي حتَّى وفاة هذا الأخير سنة 529هـ المُوافقة لِسنة 1135م.

## سقوط الإمارة
شنَّ قلج أرسلان الثاني هُجُومًا عنيفًا على ملطية في سنة 573هـ المُوافقة لِسنة 1177م، وضرب عليها حصارًا مُركَّزًا مُستغلًّا الخضَّات السياسيَّة الداخليَّة التي كانت قد نشبت داخل الإمارة، ودام الحصار السَلْجُوقي لِلمدينة مُدَّة أربعة أشهر تعرَّض السُكَّان خلالها لِلضيق بِفعل تناقص الأقوات وحُلُول فصل الشتاء، وعجز الأمير الدانشمندي ناصر الدين مُحمَّد عن التخفيف من هذه الضائقة، كما أخفق في صد القُوَّات السَلْجُوقيَّة، وخشي من ثورة الأُمراء عليه، لِذلك أرسل إلى قلج أرسلان يعرض عليه تسليم المدينة مُقابل السماح لهُ بِالنجاة بِنفسه. وافق السُلطان على ذلك، فخرج ناصر الدين مُحمَّد إلى حصن زياد القريب من ملطية، ودخل قلج أرسلان إلى المدينة يوم 29 ربيع الآخر 573هـ المُوافق فيه 25 تشرين الأوَّل (أكتوبر) 1177م. وبِذلك سقطت آخر إمارة دانشمنديَّة، ولم يعد في بلاد الأناضول من دولةٍ إسلاميَّةٍ سوى دولة سلاجقة الروم.